# Předčítač (kniha)
Kniha Bernharda Schlinka Předčítač (německy Vorleser, 1995) získala autorovi světovou proslulost. V rovině osudového milostného vztahu v něm zpracoval čtenářsky přitažlivým způsobem téma německé viny za zločiny druhé světové války.
Kniha Předčítač je příběh mladíka zamilovaného do mnohem starší ženy, o jejíž temné nacistické minulosti se dovídá teprve později. Román je rozdělen do tří částí.
V první najdete romantickou lásku, v druhé nahlédnete do života studentů i procesů s nacisty. Ve třetí pak nečekané rozuzlení románu.
Byl přeložen do sedmatřiceti jazyků a zfilmován. Jako vůbec první německá kniha se ocitl na vrcholu prestižního žebříčku bestsellerů New York Times.
Roku 2008 byla kniha zfilmována (Předčítač).